# مابل بف
مابل بف (بالإنجليزية: Mabel Pugh)‏ هي رسامة توضيحية ورسامة أمريكية، ولدت في 1891، وتوفيت في 1986.